# Rolls-Royce Olympus
Le Rolls-Royce Olympus (à l'origine Bristol BE10 Olympus) fut le premier turboréacteur au monde double corps à flux axial, à l'origine développé et fabriqué par Bristol Aero Engines. Premier vol en 1950, son utilisation initiale était la motorisation du bombardier Avro Vulcan V bomber. Il a été développé pour des performances supersoniques dans le cadre du programme BAC TSR-2. Plus tard, il a été produit comme Rolls-Royce/Snecma Olympus 593, moteur du SST (en) Concorde.
Des licences ont été concédées à Curtiss-Wright aux États-Unis : TJ-32 ou J67 (désignation militaire) et TJ-38 'Zephyr'. L'Olympus a également été mis au point avec succès comme turbine à gaz pour la marine et l'industrie.
Bristol Aero Engines (anciennement Bristol Engine Company) a fusionné avec Armstrong Siddeley Motors (en) en 1959 pour former Bristol Siddeley Engines Limited (en) (BSEL) qui à son tour a été reprise par Rolls-Royce en 1966.
En 2012, l'Olympus reste en service à la fois comme turbine à gaz pour la marine et l'industrie. Il propulse également l'Avro Vulcan XH558 (en) restauré.

## Contexte

### Origines
À la fin de la Seconde Guerre mondiale, l'effort majeur de la Bristol Engine Company était le développement du Hercules et du Centaurus, moteurs en étoile à pistons.
Fin de 1946, la société n'avait que 10 heures d'expérience dans les turboréacteur avec un petit moteur expérimental appelé le Phoebus qui était le générateur de gaz ou de base du turbopropulseur Proteus alors en développement.
Au début de 1947, la société mère, Bristol Aeroplane, soumettait une réponse à l'appel d'offres B.35/46, pour un bombardier à moyenne portée, qui allait conduire à l'Avro Vulcan et au Handley Page Victor. La conception de Bristol était le Type 172 et devait être propulsé par quatre ou six moteurs Bristol de 9 000 lbf (40 kN) de poussée.
Le nouveau moteur, alors désigné BE10 (plus tard Olympus), aurait une poussée initialement de 9 000 lbf (40 kN) avec un potentiel de croissance à 12 000 lbf (53 kN). Le rapport de pression aurait la valeur inouïe de 9:1. Pour atteindre cet objectif, la conception initiale utilisait un compresseur axial basse pression (BP) et un compresseur centrifuge haute pression (HP), chacun étant entraîné par sa propre turbine à étage unique. Cette conception à double corps rendait la compression plus facile à gérer, permettait une accélération plus rapide du moteur, et des surtensions réduites.

### Développement initial

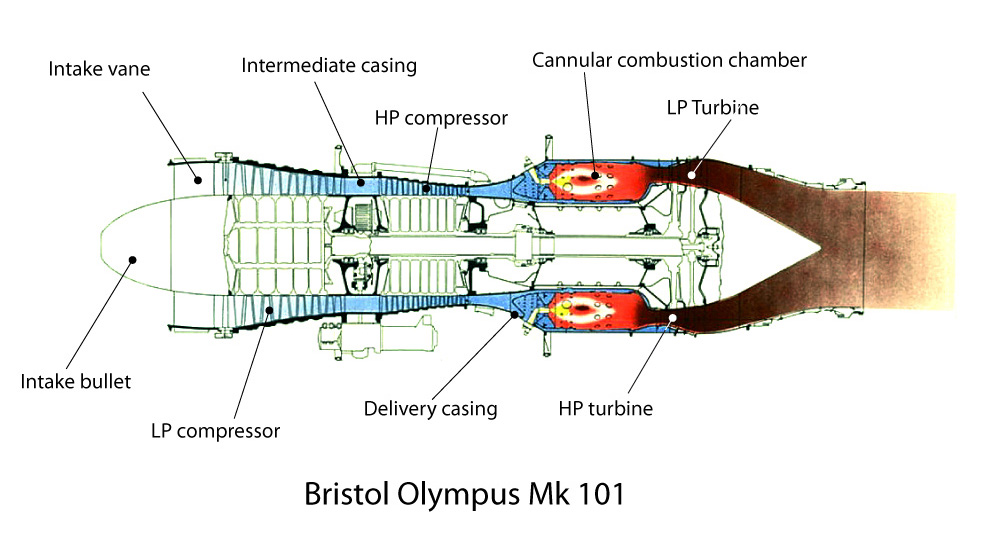
Schéma de l'écoulement des gaz d'un Olympus Mk 101.

Le premier moteur, désignation de développement BOl.1 (Bristol Olympus 1), avait six étages de compresseur BP et huit étages HP, chacun entraîné par une turbine mono-étage. Le système de combustion était inédit : dix tubes à flamme connectés étaient logés dans la chambre de combustion (chambre tubannulaire mixte), un hybride entre des tubes à flamme séparés et un vrai système annulaire. Utiliser des chambres de combustion séparées aurait augmenté le diamètre au-delà de la limite prévue et un véritable système annulaire avait été jugé trop avancé.
En 1950, le Dr (plus tard Sir) Stanley Hooker a été nommé ingénieur en chef du Bristol Aero Engines.
Le BOl.1 en mai 1950 produisait 40,7 kN de poussée. L'étape suivante fut le BOl.1/2 qui a produit 42 kN de poussée en décembre 1950.
Des exemplaires de BOl.1/2A similaires ont été construits pour le constructeur américain Curtiss-Wright, qui avait acheté une licence de développement du moteur.
Le BOl.1/2B quelque peu révisé, en décembre 1951 produisait 43,4 kN de poussée.
Le moteur était prêt pour les essais en vol et les moteurs du premier vol, désignés Olympus Mc 99, ont été installés dans un Canberra WD952 qui fit son premier vol avec ces moteurs de puissance réduite à 8 000 lbf (36 kN) en août 1952.
En mai 1953, cet avion a atteint l'altitude, record du monde, 19 406 m.
(Équipé plus moteurs MK 102 puissants, le Canberra a porté le record à 20 079 m en août 1955).

## Moteurs de première génération

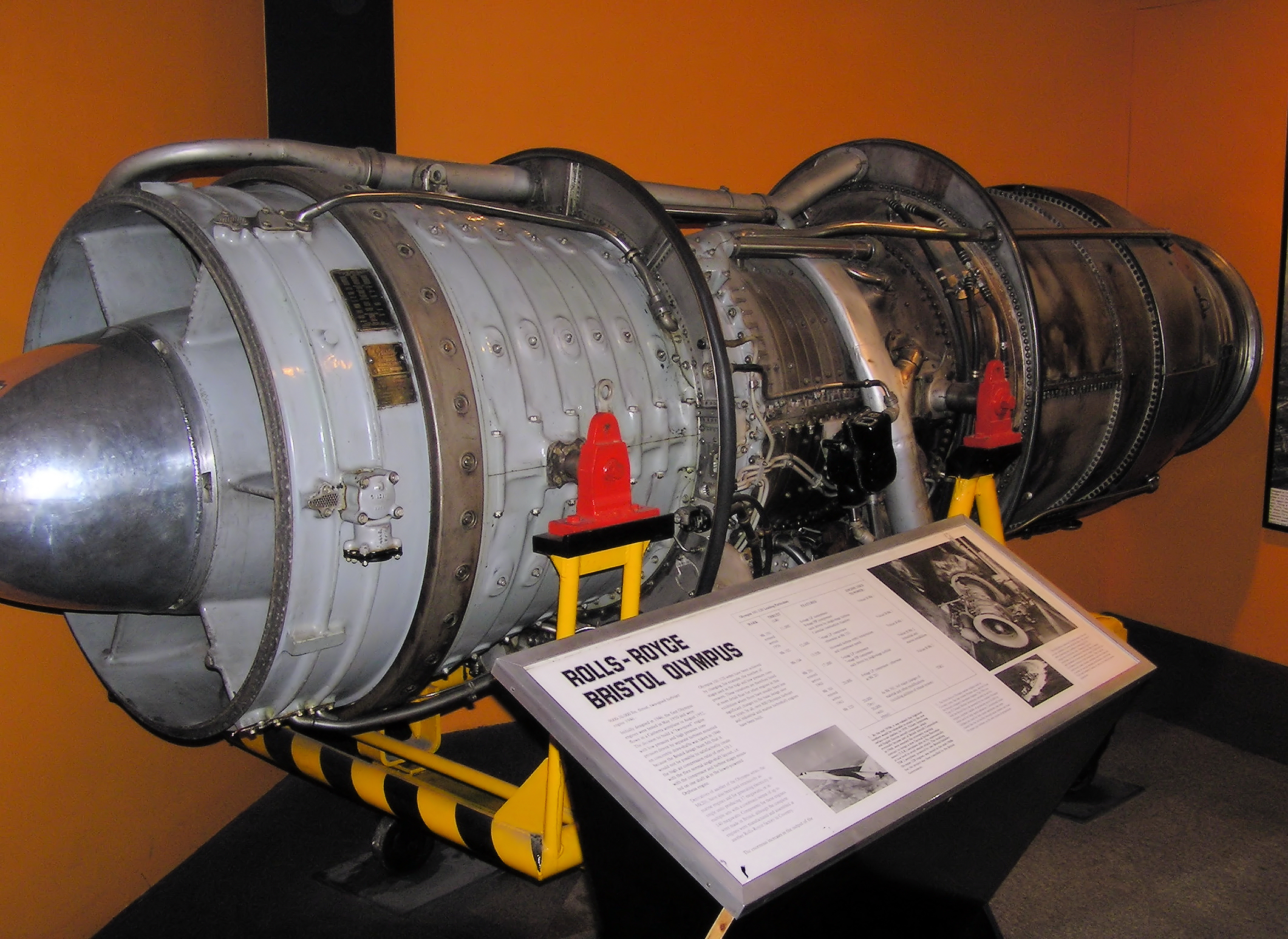
Moteur Rolls-Royce Bristol Olympus au Bristol Industrial Museum, Bristol, Angleterre.

### Olympus de la série 100
Ce sont des désignations de services. Les désignations de développement sont indiquées entre parenthèses.
Avro Vulcan B1 et B1A
- Olympus Mk 100 : (BOl.1/2B) Similaire à l'Olympus Mk 99 évalué à 41,1 kN pour le deuxième prototype Vulcan VX777. Premier vol septembre 1953[8][N 1].
- Olympus Mk 101 : (BOl.1/2C) turbine agrandie, 49 kN pour les avions de la première production Vulcain B1. Premier vol (XA889) février 1955.
- Olympus Mk 102 : (BOl.11) Compresseur BP supplémentaire 53 kN pour la production suivante du Vulcain B1[11].
- Olympus Mk 104 : (BOl.12) Olympus MK 102 modifié nouvelle turbine et brûleurs 58 kN de poussée au départ, 60 kN de poussée ensuite[11], en standard sur le Vulcain B1A[12].
- Olympus 106 : Utilisé pour décrire le moteur de développement pour l'Olympus 200 (BOl.6)[13],[14].

### Autres évolutions
- Olympus 3 : tous les premiers développements initiaux, BOl.2 à BOl.5 (le BOl.5 n'a jamais été construit[15]), le plus important a été le BOl.3. Même avant le premier vol de Vulcain, l'Olympus 3 a été suggéré comme moteur de l'avion. En l'occurrence, «l'Olympus original» a été continuellement développé pour le B1 Vulcain. Le BOl.3 a été décrit en 1957 comme un produit fini intermédiaire entre l'Olympus séries 100 et 200[16].
- Olympus Mk 97 : Moteur de test avec chambre de combustion annulaire. Il a été testé en vol sur Bristol Avro 706 Ashton WB493[17].
- Postcombustion : Dès 1952, Bristols avait envisagé l'utilisation de la réchauffe ou post-combustion, pour augmenter la poussée de l'Olympus. Au départ, un système appelé Bristol Simplifed Reheat a été conçu et a été testé sur un Rolls-Royce Derwent V monté dans un Avro Lincoln.

Plus tard, il a été testé sur un moteur Orenda (en) au Canada et sur un Mk Olympus 100 dans un Avro 706 Ashton sur banc d'essai.
Une réchauffe entièrement variable est devenue possible après un accord avec la compagnie Solar Aircraft Company (en) de San Diego qui a fabriqué les bancs d'essai des Mks Olympus 101 et 102.

## Deuxième génération de moteurs

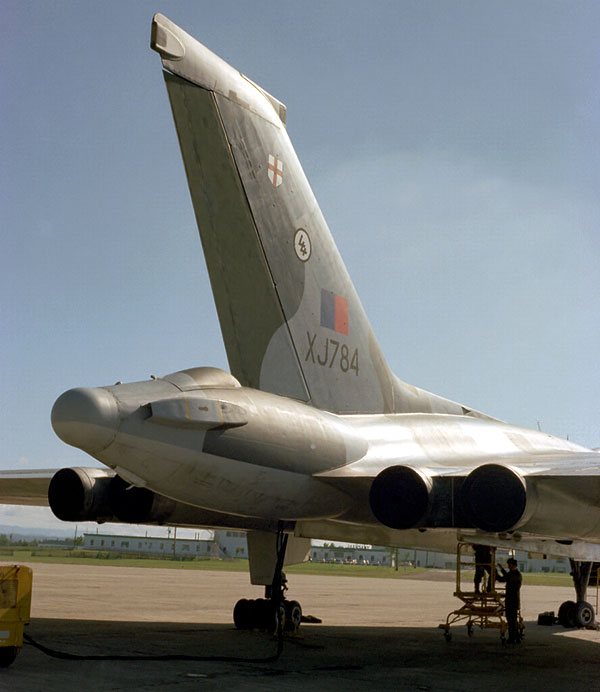
Avro Vulcan XJ784 a Bagotville en 1978. Motorisé par quatre Olympus Mk 301, reconnaissables par leurs tuyères plus larges et plus courtes.

La conception initiale de la deuxième génération Olympus 6 a commencé en 1952. Il s'agissait d'une refonte majeure avec compresseurs LP cinq étages et HP sept étages et une chambre de combustion tubanulaire avec huit tubes à flamme interconnectés. En dépit d'un flux de masse beaucoup plus grand, la taille et la masse du BOl.6 étaient peu différentes des modèles précédents.
Le fabricant concurrent de Rolls-Royce avait exercé de fortes pressions pour avoir son moteur Conway installé dans le Vulcan B2 en commun avec le Victor B2. En conséquence, Bristols entreprit d'achever le développement sur ses fonds propres.

### Olympus de la série 200 et Olympus Mk 301
Avro Vulcan B2
- Olympus Mk 200 : (BOl.6) 71 kN de poussée. Premier B2 (XH533) seulement[21].
- Olympus Mk 201 : (BOl.7) Olympus Mk 200 amélioré. 76 kN de poussée. Premier avion Vulcan B2[21].
- Olympus Mk 202 : Controverse. Soit le Mk 201 Olympus modifié avec démarreur pneumatique rapide, ou Olympus Mk 201 avec un système de ventilation de séparateur d'huile redessiné[22]. Ce fut le moteur de la série '200' définitive montée sur Vulcains non munis du Mk 301. La Vulcan XH558 restauré est équipé du moteur Olympus Mk 202[23].
- 'Olympus Mk 203' : Rarement cité que les références ont pu être trouvées dans certains Air Publications officiels relatifs au Vulcan B2. Il est également noté dans des documents archivés par le fabricant en date de 1960.
- Olympus Mk 301: (BOl.21) compresseur BP supplémentaire. 89 kN de poussée[24]. Les derniers avions Vulcan B2 ainsi que neuf avions précédents [N 2] modernisés[25]. Fut plus tard bridé à 80 kN de poussée[26]. Ramené à la puissance originale pour l'Opération Black Buck[27].

### Olympus civil
Les plans visant à une version civile de l'Olympus remontent à 1953, avec l'inauguration de l'avion Avro Atlantic (en) basée sur le Vulcain. Cependant, la plupart des dérivés de civils, à l'exception des avions supersoniques, furent développés à partir du BOl.6. Il s'agit notamment de:
- Olympus 510 series: avec une poussée de 67 kN à 85 kN était la version civile du BOl.6[29]. Une équipe a été envoyée chez Boeing à Seattle pour promouvoir le moteur en 1956, mais sans succès[30].
- Olympus 551: L'Olympus 551 'Zephyr' était une version réduite et allégée du BOl.6 produisant 60 kN de poussée. Le moteur a fait l'objet d'un accord de licence entre Bristol Aero Engines et de la société Curtiss-Wright Corporation - le moteur étant commercialisé aux États-Unis comme le Curtiss-Wright TJ-38 Zephyr. Il y avait des espoirs pour s'adapter à l'Olympus 551 à l'Avro Type 740 et au Bristol Type 200 triréacteur qui n'a pas dépassé le stade de projet. Curtiss-Wright a également échoué à commercialiser le moteur[31].

Un projet qui est allé au-delà de la planche à dessin était un développement supersonique du Gloster Javelin, le P370, alimenté par deux moteurs BOl.6, 7 ou 7SR. La conception a évolué avec le P376 équipé de deux moteurs BOl.21R développant 127 kN avec réchauffe. Dix-huit appareils ont été commandés en 1955. Le projet a été abandonné l'année suivante.

## TSR-2 Olympus MK 320

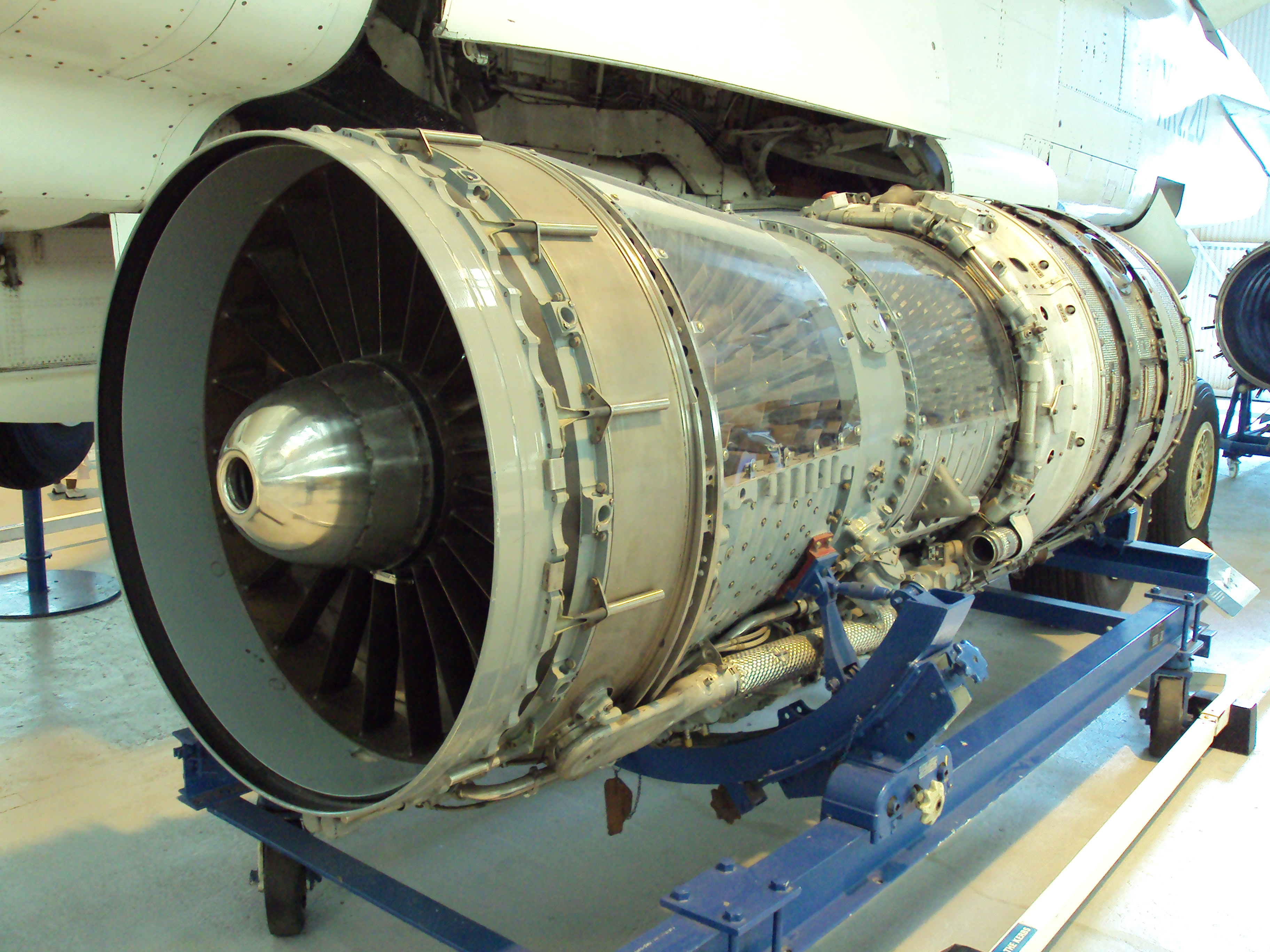
Olympus Mk 320 au RAF Museum, Cosford.

Les spécifications de performances du TSR2 ont été publiées en 1962.
Il devait être alimenté par deux moteurs BSEL Olympus Mk 320 (BOl.22R) d'une puissance de 136,2 kN avec réchauffe au décollage.
Le moteur était un dérivé du Mk Olympus 301 avec une post-combustion de type Solar.
Le premier moteur a fonctionné en mars 1961 et a été testé en vol en février 1962 à bord dy Vulcan B1 XA894 et a été montré lors du Salon aéronautique de Farnborough en septembre. Le 3 décembre 1962, lors d'essai à terre à pleine puissance à Filton, le moteur a explosé après une panne de la turbine basse pression, détruisant complètement le Vulcan utilisé comme banc d'essai dans l'incendie qui à résulta,.
Lors de son premier vol en septembre 1964, les moteurs du TSR-2 étaient à peine en état de vol étant déclassés et autorisés pour un seul vol. Néanmoins, le risque avait été jugé acceptable dans le climat politique de l'époque. Avec les nouveaux moteurs, le TSR-2 XR219 a volé 23 autres fois avant que le projet ne soit annulé en 1965.

## Rolls-Royce/Snecma Olympus 593
L'Olympus Rolls-Royce/Snecma 593 était une version avec réchauffe de l'Olympus qui équipait l'avion supersonique Concorde. Le projet Olympus 593 a été lancé en 1964, en utilisant l'Olympus Mk 320 du TSR2 de comme une base de développement. BSEL et Snecma Moteurs de France devaient se partager le projet. Après l'acquisition de BSEL en 1966, Rolls-Royce a continué en tant que partenaire britannique.
- 593D D = 'development'. Précédemment Olympus 593. 125 kN de poussée[37].
- 593B B = 'big'. Test en vol et appareil prototype. 152.9 kN de poussée avec réchauffe[39].
- 593-602 Production. Chambre de combustion annulaire pour réduire la fumée[40].
- 593-610 Dernière production. 169.37 kN de poussée avec réchauffe[41].

## Curtiss-Wright dérivés
- TJ-32 - J67 : exemplaires du BOl.1/2A livrés à Curtiss-Wright en 1950. Le moteur a été « américanisé » en 1951 et a volé sous un Boeing B-29 en banc d'essai référencé TJ-32. Pour répondre à une demande de l'USAF pour un moteur de 15000Lbf de poussée, le moteur a fait l'objet d'un contrat de développement et désigné J67. Le développement a été très long et, en 1955, l'US Air Force a annoncé qu'il n'y aurait pas de contrat de production de la version J67 du moment. Plusieurs avions avaient été destinés à recevoir le J67, dont le Convair F-102 Delta Dagger[42].
- T47 : Le T47 fut une tentative pour produire un turbopropulseur basé sur le J67 [43].
- TJ-38 Zephyr : Voir Olympus 551 (plus haut).

## Avions proposés
Au fil des ans, l'Olympus fut proposé pour de nombreuses utilisations dont :
- C104 qui a conduit au Avro CF-105 Arrow: BOl.3[16]
- Avro 718: BOl.3[44]
- Avro 739 à OR339 (Demande qui a abouti au TSR2): BOl.21R[45],[44]
- Avro 740: 3 x Mk 551[44]
- Avro 750: 2 x Mk 551[44]
- Avro Vulcan Phase 6 (B3): BOl.23, un développement du Mk 301[45]. BOl.21/2, Mk 301 modifié avec soufflante arrière[46].
- Bristol T172: B.E.10[45]
- Bristol T177[45]
- Bristol T180[45]
- Bristol T198: Mk 591. premières conceptions d'avion de ligne supersonique (132 sièges). Version civile du BOl.22R[45].
- Bristol T201: Mk 551[45]
- Bristol T202[45]
- Bristol T204 à OR339: BOl.22SR (réchauffe simplifiée)[45]
- Bristol T205: Mark 551[45]
- Bristol T213[45]
- Bristol T223: Mk 593. conception avion de ligne supersonique (100 sièges). moteur semblable au Mk 591 avec compresseur BP zero stage et turbine HP refroidie[45].
- de Havilland OR339: BOl.14R, BOl.15R. Développé à partir du BOl.6R[45].
- Handley Page HP98: Version de reconnaissance du Victor[45].
- Handley Page Victor B1: Mk 104[45]
- Handley Page Victor Phase 3[45]
- Handley Page HP107[45]
- Handley Page Pacific[45]
- Hawker P.1121: BOl.21R[45]
- Hawker P.1129 à OR339: BOl.15R[45]
- General Dynamics RB-57F: Mk 701 développement du Mk 301[45].
- Gloster P492/3: Mk 591[45]
- Republic F-105 Thunderchief : BOl.21 pour une vente possible à la RAF[45].
- SAAB 36[47]
- SAAB 37 Viggen[48]
- Vickers VC-10 : Développement du Mk 555 avec soufflante arrière[45].

## Propulsion Marine
Le premier Olympus marin a été construit pour la marine allemande.
En 1962 BSEL a été engagée pour fournir le générateur à gaz et Brown Boveri a été commanditée pour fournir une turbine de deux étages et longue durée de vie.
Un banc d'essai a été construit pour les essais étendus à terre. La construction du navire à qui était destinée la turbine à gaz a été abandonnée. Les tests de fonctionnement de la turbine marine Olympus suivante ont commencé en 1966. La turbine était à étage unique et opérait à 5 600 tr/min en utilisant des aubes à large corde.
Les essais en mer ont commencé en 1968, le Turunmaa (en), une corvette de 700 tonnes de la marine finlandaise a été le premier navire de guerre à propulsion Olympus à entrer en service, environ six mois avant le HMS Exmouth (en), le premier navire britannique réaménagé pour tester ce système de propulsion pour la Royal Navy.

### Olympus TM1/TM1A
22 300 hp (16 600 kW) nominal. Installé pour évaluation :
- Finnish Navy
  - Turunmaa class corvettes—Une Olympus, trois diesel[49].
- Royal Navy
  - HMS Exmouth—un Olympus bridé à 15000 hp, deux Proteus[49].
  - Destroyer type 82 , HMS Bristol—deux Olympus, deux turbines à vapeur[49].

### Olympus TM3B
28 000 hp (21 000 kW) nominal.
- Royal Navy
  - Porte-avions de la classe invincible—quatre Olympus de 19 000 kW[50]
  - Destroyers de Type 42—deux Olympus de 19 000 kW, two Tyne[50],[51].
  - Frégates de Type 21—Olympus de 21 000 kW, deux Tyne[50].
  - Frégates de Type 22 Batch 1 and 2 -- Olympus[52],
- Marine argentine
  - Destroyers de la classe Almirante Brown—deux Olympus de 19 200 kW, deux Tyne[53].
- Marine nigériane
  - Frégate Aradu (en)—deux Olympus, deux diesels[54].
- Marine iranienne
  - Frégates de la classe Alvand—deux Olympus de 17 000 kW, deux diesels[55].
- Marine royale malaisienne
  - Frégate KD Rahmat—un Olympus de 14 500 kW, un diesel[56].
- Marine royale thaïlandaise
  - Frégate HTMS Makut Rajakumarn (en)—un Olympus de 14 500 kW, un diesel[57].
- Marine libyenne
  - Frégate Dat Assawari (en)—un Olympus de 17 300 kW, deux diesels[58].
- Marine grecque
  - Frégate de la classe Elli—deux Olympus, deux Tyne[59].
- Marine nationale française
  - Frégates de la classe Georges Leygues—deux Olympus de 20 000 kW, deux diesels[60].
- Composante marine belge
  - Frégates de la classe Wielingen—un Olympus de 20 563 kW, deux diesels[61].
- Marine royale néerlandaise
  - Frégates de la classe Tromp (en)—deux Olympus, deux Tyne[52].
  - Frégates de la classe Kortenaer (en)—deux Olympus de 19 000 kW, deux Tyne[62].
  - Frégates de la classe Jacob van Heemskerck (en)—deux Olympus de 19 000 kW, deux Tyne[63].
- Force maritime d'autodéfense japonaise
  - JDS Ishikari (DE-226)—un Olympus, un diesel[50].
  - Classe Yūbari—un Olympus de 18 400 kW, un diesel[64].
  - Classe Hatsuyuki—deux Olympus, deux Tyne[50].

## Générateur de puissance industrielle
L'Olympus est entré en service au moment d'une forte demande industrielle pour des générateurs de puissance en 1962 lorsque le Central Electricity Generating Board (en) (CEGB) a commandé une installation prototype unique dans sa station de Hams Hall (en). L'énergie était fournie par un Olympus 201 via une turbine à deux étages alimentant un alternateur synchrone Brush (en) fournissant 20 MW à 3000 tr/min. En 1972, CEGB avait installé 42 génératrices Olympus.
De nombreux ensembles ont été exportés et de nombreux utilisés sur des plates-formes en mer. En 1990, plus de 320 ensembles ont été vendus dans 21 pays, dont beaucoup sont encore en service.

## En exposition
- Bristol Aero Collection Kemble Airfield - Mk 104, 593B
- Imperial War Museum North Manchester (en) - Mk 101
- Royal Air Force Museum Cosford - Mk 320
- Gatwick Aviation Museum Charlwood, Surrey - deux Mk 320
- Yorkshire Air Museum Elvington, North Yorkshire - Mk 593